# Саларьево (транспортно-пересадочный узел)

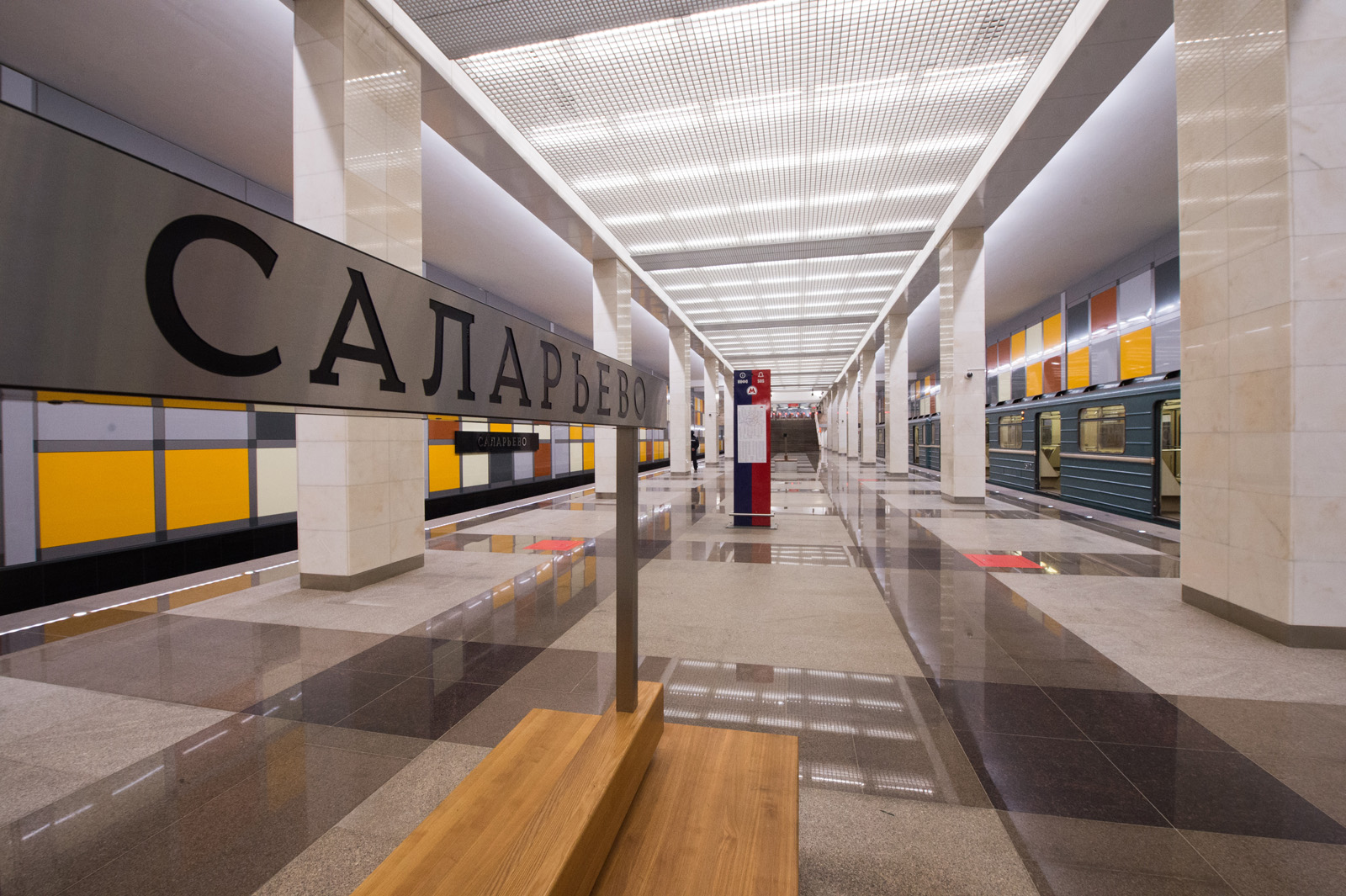
Станция метро «Саларьево»

«Саларьево» — транспортно-пересадочный узел (ТПУ), расположенный в поселении Московский (НАО) у одноимённой станции метро, один из крупнейших в Москве. Его территория ограничена Киевским шоссе, Саларьевской улицей (Проектируемый проезд № 907) и Проектируемым проездом № 905. Открыт 22 апреля 2019 года. Планируется, что он разгрузит дороги на юго-западе Москвы, МКАД и Киевское шоссе.

## Структура
В составе ТПУ находятся:
- Станция «Саларьево» Сокольнической линии.
- Международный автовокзал «Саларьево».
- Остановки наземного общественного транспорта.
- Перехватывающая парковка на 1600 машиномест.
- Торгово-развлекательный центр «Саларис» с парковкой на 3400 машиномест.

## Пассажиропоток
На начало 2019 года в час пик станцией метро Саларьево пользуются 28,6 тыс. человек, а автобусами - 19,2 тыс. человек. Ожидается, что ежедневно ТПУ будут пользоваться порядка 115 тыс. человек.

## Перспективы
В будущем с юго-восточной стороны Саларьевской улицы появится конечная станция линии скоростного трамвая до Троицка. Её проект был утверждён в марте 2018 года. Также от транспортно-пересадочного узла планируется строительство линии скоростного трамвая в Московский.